# قرار مجلس الأمن التابع للأمم المتحدة رقم 380
قرار مجلس الأمن التابع للأمم المتحدة رقم 380، المعتمد في 6 نوفمبر 1975، أشار مع الأسف إلى أن الوضع في الصحراء الغربية قد تدهور بشكل خطير. وأشار أنه على الرغم من القرار 377 والقرار 379 والنداء الذي وجهه رئيس مجلس الأمن لملك المغرب الحسن الثاني، فإن المسيرة ما زالت جارية.
ويستمر القرار في استنكار اقامة المسيرة ودعوة المغرب إلى الانسحاب الفوري لجميع المشاركين في المسيرة من الصحراء الغربية. وينتهي المجلس بدعوة المغرب وجميع الأطراف المعنية الأخرى إلى التعاون التام مع الأمين العام والوفاء بالولاية المسندة إليه في القرارين 377 و 379.
ولم تقدم تفاصيل عن تصويت أعضاء المجلس، إلا أنها «اعتمدت بتوافق الآراء».